# Alfred Müller (Volkskundler)
Alfred Müller (* 11. Juni 1854 in Scheibenberg; † 1. August 1935 in Radebeul; vollständiger Name: Karl Alfred Müller) war ein deutscher Realschuldirektor, Autor und Volkskundler.

## Leben und Wirken
Aufgewachsen in Scheibenberg im Erzgebirge studierte Müller in Tübingen, Göttingen und Leipzig Philologie, insbesondere vergleichende Indoeuropäische Sprachwissenschaft.
Nach Abschluss der Ausbildung einschließlich der Promotion erhielt Müller 1887 seine erste Stelle als Realschullehrer an der Realschule in Reichenbach im Vogtland. Dort lernte der Oberlehrer den Mitbegründer des Erzgebirgsvereins, Ernst Köhler, kennen. Zum Oktober 1896 wurde er zum Aufbau der Städtischen Realschule mit Progymnasium zu Auerbach i. V. berufen, an der er bis zum Erreichen des Ruhestandes 1919 als Direktor und Professor wirkte.
Ein Jahr nach Eintritt in den Ruhestand siedelte er 1920 mit seiner Familie in eine heute denkmalgeschützte Mietvilla (Humboldtstraße 7) in Niederlößnitz bei Dresden über (ab 1923 Stadtteil von Kötzschenbroda), wo er sich seinen wissenschaftlichen Forschungen widmete. Müller verstarb 1935 im mit Radebeul zusammengeschlossenen Kötzschenbroda.
Von Zeitgenossen wie Hans Siegert wurde der Wegbereiter der sächsischen Volkskunde als Altmeister der erzgebirgischen Volksforschung bezeichnet. Müller war der Erste, der in größerem Umfang und systematisch „Zeugnisse der erzgebirgischen Volksdichtung [wie] Volkslieder, Kleinformen der Folklore und Volksschauspiele (speziell Weihnachtsspiele)“ sammelte.

## Werke
- Volkslieder aus dem Erzgebirge. Annaberg 1883.
- Sächsische Heimat. Beilage Der Heimatforscher, September 1924, ZDB-ID 982931-3.
- Die sächsischen Weihnachtsspiele nach ihrer Entwicklung und Eigenart. Friedrich Brandstetter, Leipzig 1930.
- Volkstümliche Christspiele aus Sachsen für Haus-, Schul- und Vereinsaufführungen. Friedrich Brandstetter, Leipzig 1930.